# Linea Fangshan
La linea Fangshan (in cinese 北京地铁房山线S, Běijīng dìtiě fángshān xiànP) è una linea della metropolitana di Pechino.
Inaugurata il 30 dicembre 2010, e gestita dalla Beijing Mass Transit Railway Operation Corporation Limited, la linea è composta da 16 stazioni, che collegano il distretto di Fangshan e quello di Fengtai, e si snoda lungo un percorso di circa 31 km, dalla stazione di Dongguantounan fino alla stazione di Yancundong. Per effettuare l'intera tratta sono necessari circa 42 minuti. La linea Fangshan è rappresentata dal colore arancione.
Dal 18 gennaio 2023, la linea Fangshan condivide il servizio con la linea 9 esclusivamente durante gli orari di punta mattutini e serali dei giorni feriali. In questi casi, la linea Fangshan ha inizio alla stazione di Biblioteca nazionale. Al di fuori di questi orari la linea svolge il normale percorso da Dongguantounan a Yancundong.

## Storia
La costruzione della linea Fangshan era inizialmente prevista per il 2012 ma, per via di pacchetti di stimoli economici per contrastare la crisi finanziaria del 2007-2008, è stata anticipata al 1° aprile 2009. I lavori si sono conclusi nel settembre 2010 e, dopo un periodo di test durato tre mesi, è stata inaugurata il 30 dicembre 2010. La fase I della linea Fangshan era composta da un percorso di 24,8 km, di cui 2,8 km di tunnel sotterranei e 21,4 km di viadotto sopraelevato. Il 30 dicembre 2010 la linea ha iniziato il suo servizio nella tratta da Dabaotai a Suzhuang, senza però fornire interscambi con altre linee metro. L'anno successivo, il 31 dicembre 2011, la linea viene estesa fino alla stazione di Guogongzhuang, consentendo l'interscambio con la linea 9.

### Estensioni della linea
Il 30 dicembre 2017 la linea viene prolungata di 2,2 km verso ovest, inaugurando la fermata Yancundong e consentendo l'interscambio con la linea Yanfang.
Il 31 dicembre 2020, invece, viene inaugurata un'estensione di 4,8 km verso nord, interamente sotterranea, con quattro nuove stazioni. Questo prolungamento collega la linea Fangshan con la linea 16 alla stazione Dongguantounan e con la linea 10 alla stazione Shoujingmao.
| Segmento                             | Inaugurazione    | Lunghezza | Stazioni | Nome fase                    | Note                                                         |
| ------------------------------------ | ---------------- | --------- | -------- | ---------------------------- | ------------------------------------------------------------ |
| Dabaotai — Suzhuang                  | 30 dicembre 2010 | 24,79 km  | 10       | Fase I                       | /                                                            |
| Guogongzhuang — Dabaotai             | 31 dicembre 2011 | 24,79 km  | 1        | Fase I                       | /                                                            |
| Suzhuang — Yancundong                | 30 dicembre 2017 | 2,2 km    | 1        | Prolungamento occidentale    | /                                                            |
| Guogongzhuang — Dongguantounan       | 31 dicembre 2020 | 4,8 km    | 4        | Prolungamento settentrionale | /                                                            |
| Guogongzhuang — Biblioteca nazionale | 18 gennaio 2023  | —         | 12       | Interservizio con linea 9    | Solo nei giorni feriali in orari di punta mattutini e serali |

### Aggiornamenti tecnici e ottimizzazioni

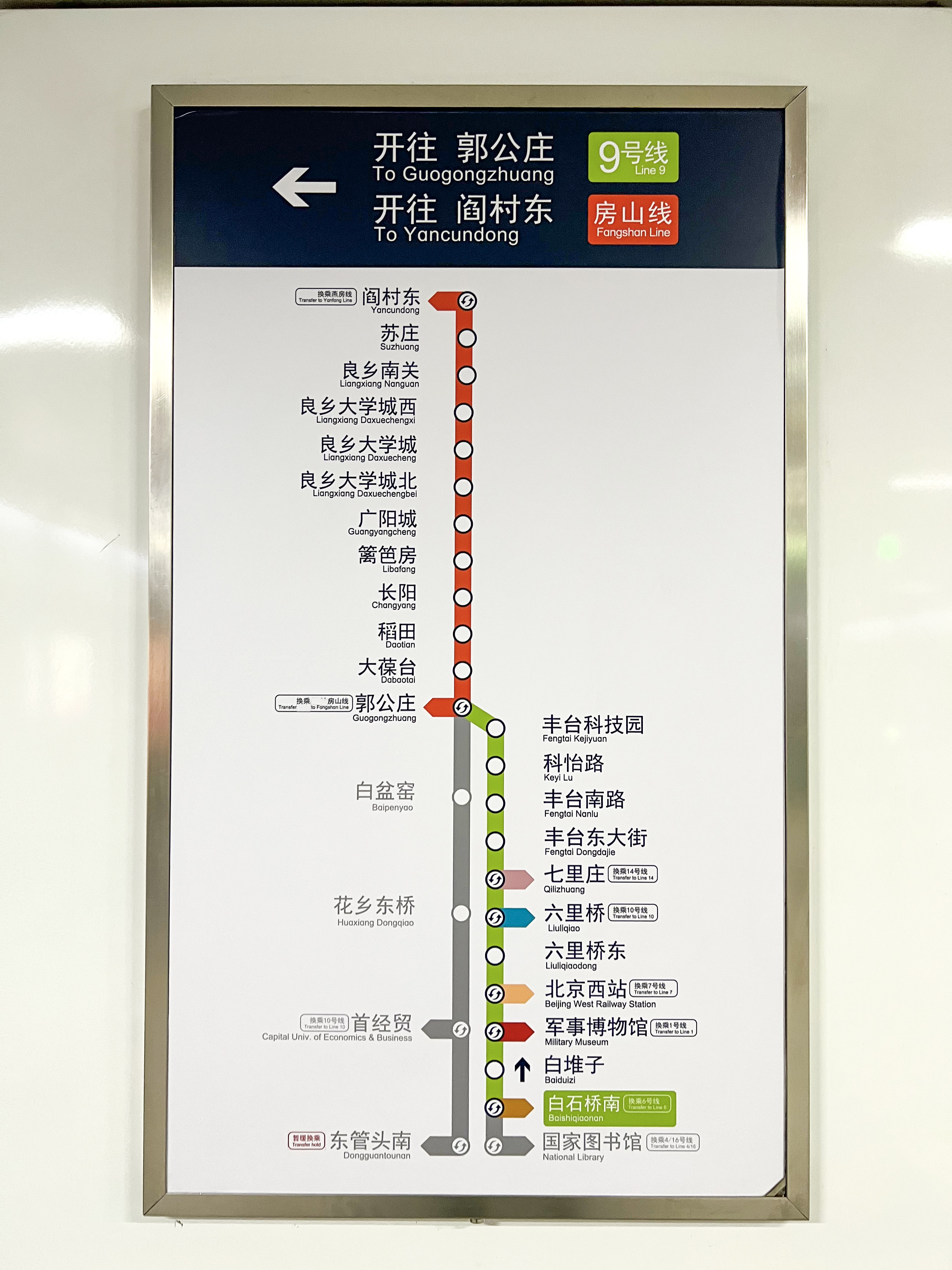
Segnaletica alla stazione di Baishiqiaonan (linea 9) che informa della condivisione del servizio tra la linea 9 e la linea Fangshan.

Il 24 settembre 2022, a causa dei lavori necessari per il passaggio dell'autostrada Jingxiong in concomitanza con la sopraelevata della linea Fangshan, la tratta tra Libahe e Dongguantounan è stata oggetto di chiusura anticipate. Le restanti sezioni sono rimaste normalmente operative.
Dal 18 gennaio 2023, per rispondere al crescente numero di passeggeri, la linea Fangshan condivide il servizio con la linea 9 esclusivamente durante gli orari di punta mattutini e serali dei giorni feriali. In questi casi, la linea Fangshan ha inizio alla stazione di Biblioteca nazionale. Dalla stazione di Yancundong, i treni che condividono il servizio con la linea 9, deviano il percorso alla stazione di Guogongzhuang. Al di fuori di questi orari la linea svolge il normale percorso da Dongguantounan a Yancundong.

## Servizio

### Tratta
La tratta, dalla stazione di Yancundong nel distretto di Fangshan, si sviluppa per un totale di 16 stazioni, fino alla stazione di Dongguantounan, nel distretto di Fengtai. La linea consente interscambi con quattro linee della metropolitana (9, 10, 16 e Yanfang).

### Tariffazione
La tariffazione parte da un prezzo di ¥3 a seconda della distanza di viaggio totale da percorrere, fino a un massimo di ¥6 (circa 0,80 €) per percorrere tutta la linea. Se si effettuano interscambi con altre linee il prezzo può aumentare fino a un massimo di ¥10 (circa 1 €) in base alla distanza percorsa.

### Orario di servizio
La prima corsa da Dongguantounan in direzione Yancundong parte ogni giorno alle 5:47 e effettua l'ultimo servizio alle 23:14. Esclusivamente nella fascia oraria 7:10—9:05 dei giorni feriali, alcuni treni effettuano servizio solo nella tratta Dongguantounan—Suzhuang e Dongguantounan—Libafang.
In direzione opposta, il primo treno da Yancundong verso Dongguantounan è attivo alle 5:02 e conclude il servizio con l'ultima corsa alle 22:19. Negli orari di punta mattutini dei giorni feriali, tra le 7:19 e le 8:23, i treni che partono da Yancundong non proseguono fino a Dongguantounan ma, all'altezza di Guogongzhuang, deviano lungo il percorso della linea 9 fino alla stazione della Biblioteca nazionale. Alcuni treni pomeridiani, invece, nella fascia oraria 18:16—19:16 effettuano servizio solo nella tratta Yancundong—Guogongzhuang.

## Percorso e stazioni

### Percorso
|  |  | Unknown route-map component "utCONTgq" | Unknown route-map component "utSTRq" + Unknown route-map component "utKINTa" | Unknown route-map component "utCONTfq" |

|  |  | Transverse water | Unknown route-map component "utKRZW" | Transverse water |

|  |  | Unknown route-map component "CONTgq" | Unknown route-map component "umtKRZ" | Unknown route-map component "CONTfq" |

|  |  | Unknown route-map component "utCONTgq" | Unknown route-map component "utTINTt" | Unknown route-map component "utCONTfq" |

|  |  | Transverse water | Unknown route-map component "utKRZW" | Transverse water |

|  |  | Urban tunnel station on track |

|  |  | Unknown route-map component "WASSER+l" | Unknown route-map component "utKRZW" | Transverse water |

|  |  | Unknown route-map component "WASSERl" | Unknown route-map component "utKRZW" | Unknown route-map component "WASSER+r" |

|  |  |  | Urban tunnel station on track | Water |

|  | Transverse water | Transverse water | Unknown route-map component "utKRZW" | Water straight and to right |

| Unknown route-map component "utCONTgq" | Unknown route-map component "utSTR+r" | Urban tunnel straight track |

|  | Unknown route-map component "utKRWgl" | Unknown route-map component "utKRWg+r" |

|  |  | Unknown route-map component "utXBHF-L" | Unknown route-map component "utXBHF-R" |  |

|  |  | Unknown route-map component "utSTRl" | Unknown route-map component "utKRZtu" | Unknown route-map component "utKDSTeq" |

|  |  | Urban tunnel station on track |

|  |  | Unknown route-map component "uhtSTRe" |

|  |  | Unknown route-map component "CONTgq" | Unknown route-map component "umhKRZ" | Unknown route-map component "CONTfq" |

|  |  | Transverse water | Unknown route-map component "uhKRZW" | Transverse water |

|  |  | Unknown route-map component "uhBHF" |

|  |  | Unknown route-map component "uhBHF" |

|  |  | Unknown route-map component "hCONTgq" | Unknown route-map component "umhKRZhu" | Unknown route-map component "hCONTfq" |

|  |  | Transverse water | Unknown route-map component "uhKRZW" | Transverse water |

|  |  | Unknown route-map component "uhBHF" |

|  |  | Transverse water | Unknown route-map component "uhKRZW" | Transverse water |

|  |  | Unknown route-map component "uhBHF" |

|  |  | Unknown route-map component "CONTgq" | Unknown route-map component "umhKRZ" | Unknown route-map component "CONTfq" |

|  |  | Unknown route-map component "uhBHF" |

|  |  | Unknown route-map component "uhBHF" |

|  |  | Unknown route-map component "uhBHF" |

|  |  | Unknown route-map component "CONTgq" | Unknown route-map component "umhKRZ" | Unknown route-map component "CONTfq" |

|  |  | Unknown route-map component "uhBHF" |

|  |  | Transverse water | Unknown route-map component "uhKRZW" | Transverse water |

|  |  | Unknown route-map component "uhBHF" |

| Unknown route-map component "uhSTR+l" | Unknown route-map component "uhSTRq" | Unknown route-map component "uhSTR+r" | Unknown route-map component "uhSTR" |  |

| Unknown route-map component "uhSTRe" | Unknown route-map component "uhSTR+le" | Unknown route-map component "uhKRZho" | Unknown route-map component "uhABZgr" |  |

| Unknown route-map component "uKRWg+l" | Unknown route-map component "uKRWgr" | Unknown route-map component "uhKRWg+l" | Unknown route-map component "uhKRWgr" |  |

| Urban non-passenger end station | Urban straight track | Unknown route-map component "uhXBHF-L" | Unknown route-map component "uhKXBHFe-R" |  |

| Urban non-passenger end station | Unknown route-map component "uhSTR" |  |

| Unknown route-map component "uhCONTf" |

### Stazioni
|                                       | Nome stazione                          | Nome in cinese, pinyin | Percorrenza (ore) | Distanza (km) | Interscambi |
| ------------------------------------- | -------------------------------------- | ---------------------- | ----------------- | ------------- | ----------- |
| Dongguantounan                        | 东管头南 Dōngguǎntóu nán               | 0:00                   | 0,00              |               |             |
| Capital Univ. of Economics & Business | 首经贸 Shǒujīngmào                     | 0:02                   | 1,13              |               |             |
| Huaxiang Dongqiao                     | 花乡东桥 Huāxiāng dōngqiáo             | 0:05                   | 2,93              |               |             |
| Baipenyao                             | 白盆窑 Báipényáo                       | 0:07                   | 4,60              |               |             |
| Guogongzhuang                         | 郭公庄 Guōgōngzhuāng                   | 0:09                   | 5,98              |               |             |
| Dabaotai                              | 大葆台 Dàbǎotái                        | 0:12                   | 7,42              |               |             |
| Daotian                               | 稻田 Dàotián                           | 0:18                   | 13,89             |               |             |
| Changyang                             | 长阳 Chángyáng                         | 0:23                   | 17,93             |               |             |
| Libafang                              | 篱笆房 Líbāfáng                        | 0:26                   | 20,08             |               |             |
| Guangyangcheng                        | 广阳城 Guǎngyángchéng                  | 0:29                   | 21,55             |               |             |
| Liangxiang Univ. Town North           | 良乡大学城北 Liángxiāng dàxuéchéng běi | 0:29                   | 23,56             |               |             |
| Liangxiang Univ. Town                 | 良乡大学城 Liángxiāng dàxuéchéng       | 0:32                   | 24,74             |               |             |
| Liangxiang Univ. Town West            | 良乡大学城西 Liángxiāng dàxuéchéng xī  | 0:35                   | 26,48             |               |             |
| Liangxiang Nanguan                    | 良乡南关 Liángxiāng nánguān            | 0:37                   | 27,82             |               |             |
| Suzhuang                              | 苏庄 Sūzhuāng                          | 0:39                   | 29,15             |               |             |
| Yancundong                            | 阎村东 Yáncūn dōng                     | 0:42                   | 31,45             |               |             |

## Materiale rotabile
| Modello | Immagine | Produttore                             | Anno           | In servizio | Numeri        | Deposito |
| ------- | -------- | -------------------------------------- | -------------- | ----------- | ------------- | -------- |
| BD24    |          | Beijing Subway Rolling Stock Equipment | 2009 2019–2020 | 44          | FS 001–FS 044 | Yancun   |

## Sviluppi futuri

### Fase III
Tra i piani di prolungamento della linea Fangshan, è prevista una fase III che aggiungerà altre 8 stazioni e 10,9 km alla linea. L'estensione collegherà la stazione di Dongguantounan alla stazione di Lingjing Hutong. Il prolungamento consentirà interscambi alle fermate Lize Shangwuqu (linea 14, 16 e Daxing Airport Express), Nanlishilu (linea 1) e a Lingjing Hutong (linea 4), consentendo alla linea Fangshan di fornire interscambi con un totale di 8 linee di metropolitana. Al luglio 2022, la pubblicazione del Beijing Rail Transit Phase III Construction Plan (2022—2027) conferma l'approvazione del prolungamento della linea, indicandola con la denominazione Linea Lijin (丽金线, Lìjīn xiàn), senza però indicare una data di inizio o di inaugurazione della futura estensione.